# کی جین
کی جین (متولد ۲ اوت ۱۹۶۱ کره - چین) خواننده، ترانه‌سرا، گیتاریست و نوازنده ترومپت است. او یکی از پیشگامان موسیقی راک در چین و یکی از اولین هنرمندانی است که به نوشتن آهنگ‌های راک پرداخت. Cui Jiano به «پدر راک چینی» نیز مشهور است.
ظهور موسیقی راک در چین به اواسط دههٔ ۸۰ بازمی‌گردد. زمانی که صدای خش‌دار Cui Jian، جنب و جوشی در فرهنگ همه‌پسند چین پدیدآورد. ترانهٔ "Nothing to My Name" او در سال ۱۹۸۶ بر سر زبان‌ها افتاد و تبدیل به شعار و سرود اعتراضی دانشجویان در جنبش دانش‌آموزی سال ۱۹۸۹ شد.